# Melchior Friedrich von Schönborn-Buchheim
Melchior Friedrich von Schönborn-Buchheim (Groß-Steinheim, 16 marzo 1644 – Francoforte sul Meno, 19 maggio 1717) è stato un nobile e politico tedesco.
Cresciuto sotto la tutela di suo zio Johann Philipp von Schönborn, principe arcivescovo di Magonza, quattro dei suoi numerosi figli diventeranno principi-vescovi del Sacro Romano Impero.

## Biografia

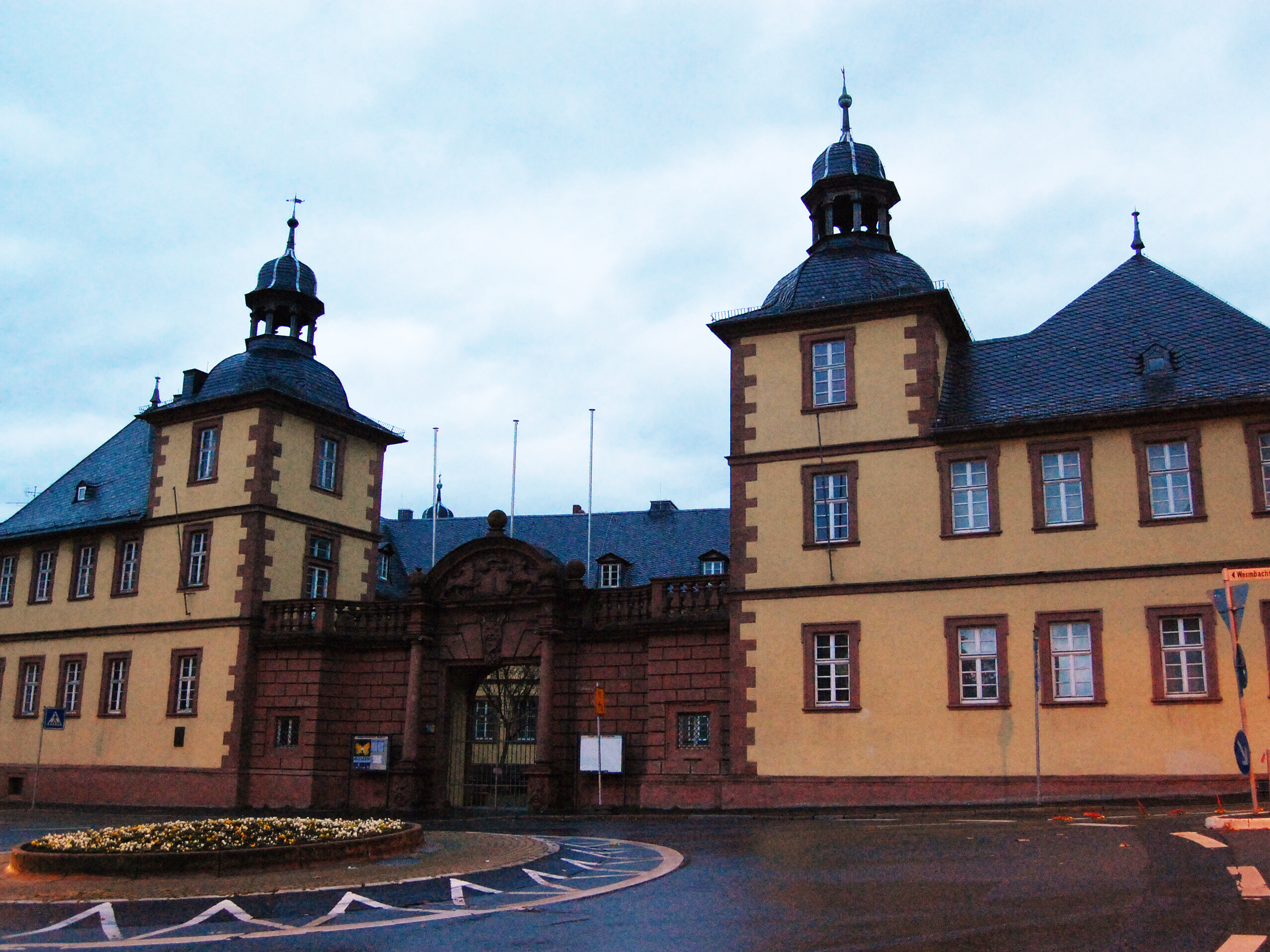
Lo Schönborner Hof di Aschaffenburg, fatto costruire da Melchior Friedrich tra il 1673 ed il 1681

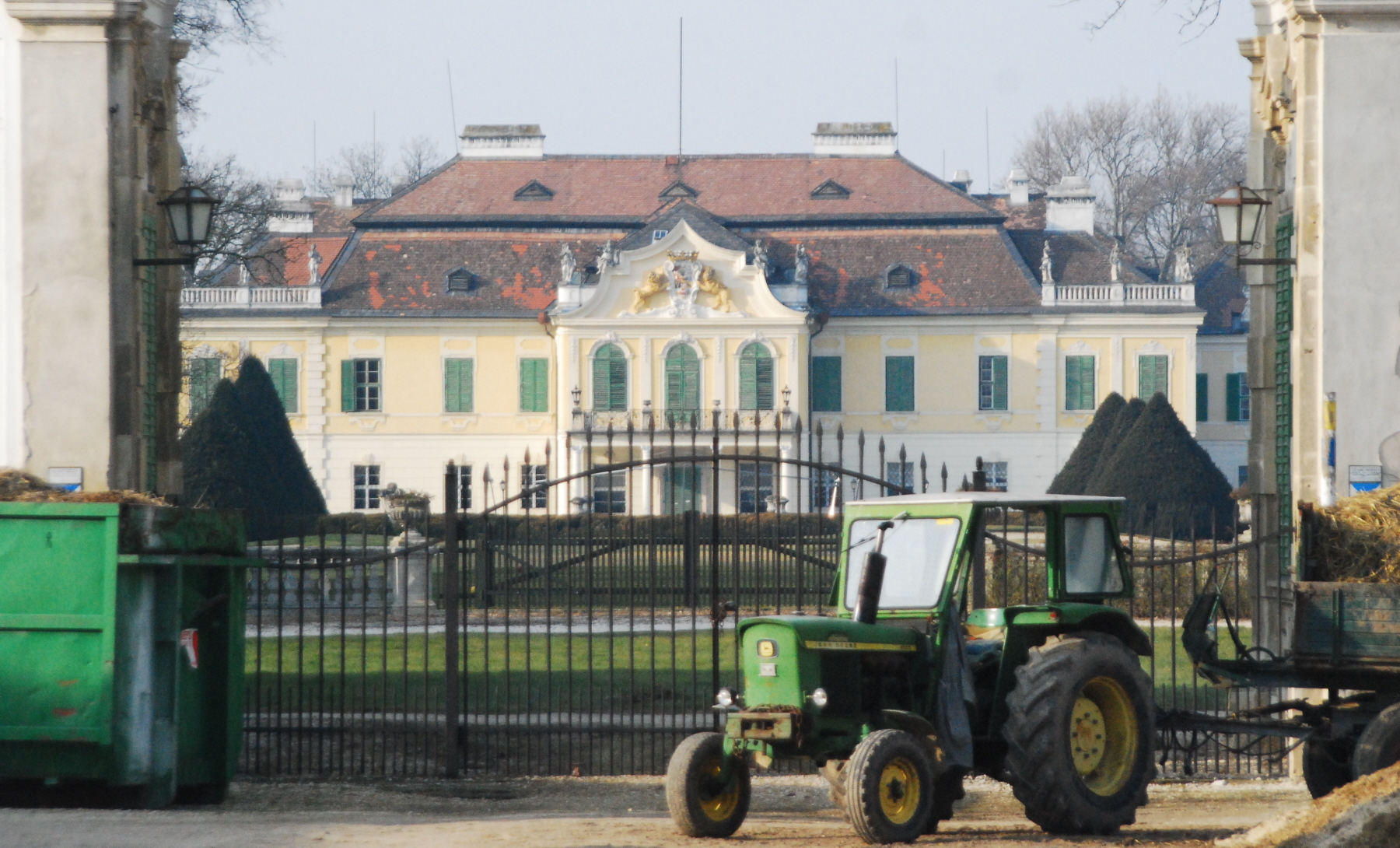
Il castello di Göllersdorf, fatto costruire da Melchior Friedrich tra il 1711 ed il 1718

Melchior Friedrich nacque a Groß-Steinheim, nei pressi di Hanau, il 16 marzo 1644, figlio del balivo dell'elettorato di Magonza, il barone Philipp Erwein von Schönborn (1607–1668), il quale era fratello dell'elettore e arcivescovo di Magonza Johann Philipp von Schönborn (1605-1673). Sua madre era invece Maria Ursula Greiffenklau von Vollrads, nipote dell'arcivescovo ed elettore di Magonza, Georg Friedrich von Greiffenklau.
Alla morte prematura del padre fu lo zio Johann Philipp von Schönborn ad occuparsi di lui, della sua istruzione e gli concesse i primi incarichi di peso nell'amministrazione dell'elettorato di Magonza, come quello di suo ambasciatore a Liegi, L'Aia, Königsberg, Dresda ed ai congressi di Acqisgrana e Colonia, nonché a concedergli la reggenza di Aschaffenburg dal 1672 al 1700. Il giovane Melchior Friedrich divenne inoltre consigliere privato e tesoriere dell'elettore di Magonza, ministro di stato e Obermarschall di Magonza e di Würzburg. Il 5 agosto 1701 gli venne concesso il titolo di conte del Sacro Romano Impero e dal 19 febbraio 1711 inaugurò il ramo degli Schönborn-Buchheim.
Già nel 1654, suo padre aveva acquistato quella che divenne la residenza della famiglia a Stockheim zu Geisenheim, ricostruendo l'intera struttura. Fu invece Melchior Friedrich a costruire a proprie spese lo Schönborner Hof di Aschaffenburg, un palazzo cittadino eretto tra il 1673 ed il 1681 su progetto del padre cappuccino Matthias von Saarburg di Magonza.
Nel 1710 acquistò dell'ultimo conte di Buchheim, Franz Anton von Buchheim, all'epoca vescovo di Wiener Neustadt, le signorie di Göllersdorf, Mühlberg e Aspersdorf, nella Bassa Austria, ottenendo così di essere incluso nella nobiltà austriaca con l'imposizione di aggiungere al proprio cognome anche quello dei Buchheim, divenendo così Schönborn-Buchheim.
Il castello esistente a Göllersdorf (Weinviertel) venne ricostruito completamente per lasciare spazio al nuovo castello di Schönborn. Dal 1711 al 1718, poco dopo l'acquisto, Melchior Friedrich incaricò l'architetto Johann Lukas von Hildebrandt di convertire la fortezza di Mihlberg, che si trovava sulla proprietà, in un palazzo di campagna di rappresentanza. A sud-est del villaggio venne costruito un complesso a tre ali con un ampio giardino, un'orangerie ed una cappella. Hildebrand costruì una monumentale cappella dedicata a san Giovanni Nepomuceno sul confine nord-occidentale degli ampi giardini del palazzo tra il 1729 ed il 1733. Il castello è ancora oggi di proprietà della famiglia degli Schönborn-Buchheim.
Morì a Francoforte sul Meno il 19 maggio 1717.

## Matrimonio e figli
Il 13 aprile 1668, Melchior Friedrich sposò Maria Anna Sophie von Boineburg-Lengsfeld (16 ottobre 1652 - 11 aprile 1726), dalla quale ebbe i seguenti figli:
- Maria Anna (1669-1704), sposò il 27 agosto 1685 il conte Johann Philipp von Stadion (1652-1741)
- Maria Sophia (1670-1742), sposò nel 1687 a Magonza il conte Carlo Gaspare di Leyen (1655-1739)
- Anna Charlotte Maria (1671-1746), sposò il 12 giugno 1687 il conte Johann Franz Sebastian von Ostein (1652-1718)
- Johann Philipp Franz (1673-1724), principe vescovo di Würzburg
- Friedrich Karl (1674-1746), principe vescovo di Würzburg e Bamberga, cancelliere dell'Impero.
- Damian Hugo (1676-1743), cardinale, principe-vescovo di Spira e di Costanza
- Rudolf Franz Erwein (1677-1754), conte di Schönborn-Buchheim, sposò Maria Eleonore von Hatzfeldt, ebbe discendenza
- Anselm Franz (1681-1726), conte di Schönborn-Heusenstamm, sposò il 10 marzo 1717 la contessa Maria Theresia von Montfort, ebbe discendenza
- Franz Georg (1682-1756), principe vescovo di Worms e prevosto di Ellwangen
- Marquard Wilhelm (1683-1770), prevosto della cattedrale di Bamberga
- Anna Maria Philippina (1685-1721), sposò nel febbraio del 1706 il conte Maximilian Franz von Seinsheim (1681-1737)
- Amalie Anna Elisabeth (1686-1757), sposò il 3 agosto 1706 il conte Otto Ernst Leopold von Limburg-Stirum (1688-1754)
- Maria Eleonora (1688-1763), sposò il 10 febbraio 1709 ad Aschaffenburg il conte Kraft Antonio di Oettingen-Baldern-Katzenstein (1684-1751)
- Katharina Elisabeth (1692-1777), sposò il 26 luglio 1719 a Magonza il conte Franz Wenzel von Nostitz-Rieneck (1697-1765)